# Nasca Fantasy
Nasca Fantasy is een gezamenlijk studioalbum van de Japanse slagwerkgroep Kodō en Isao Tomita, gespecialiseerd in elektronische muziek. Zowel Kodō als Tomita hadden een fascinatie voor de Nazcalijnen; Tomita daarop aansluitend een fascinatie van al dan niet plaatsgevonden ruimtereizen. Eerder albums van Tomita verwezen naar kolonisatie van de ruimte en de terugkeer van de mens op aarde. Tomita reisde naar de Kodō groep en componeerde met hen een aantal stukken die in de loop van de zomer van 1994 opgenomen werden. Zowel Kodō als Tomita geven in het boekwerkje aan, dat ze bij de Nazcalijnen zijn geweest. Het album moest in dit geval geschikt zijn voor het westen en zo werden de titels zowel in het Engels als in het Japans weergegeven.  

## Musici
- Kodō-percussiegroep – percussie
- Isao Tomita – synthesizers
- Kusillaqta – Peruviaanse muziekgroep.

## Tracklist
Allen van Tomita behalve nr. 2 Edmund Poneña Zaktivar 

| Nr. | Titel                       | Duur |
| --- | --------------------------- | ---- |
| 1.  | Gigantic geometric patterns | 5:17 |
| 2.  | Song of the universe        | 5:37 |
| 3.  | El humahuaqueño             | 8:39 |
| 4.  | City under the desert       | 5:24 |
| 5.  | Dansa                       | 6:50 |
| 6.  | Echoes from the Andes       | 4:56 |
| 7.  | Pulsar                      | 5:16 |
| 8.  | Straight line               | 6:09 |